# 中国共产党第十次全国代表大会
中国共产党第十次全国代表大会于1973年8月24日—8月28日在北京召開。參加大会的代表共1,249人，代表當時全国2,800万党员。

## 会议简介
在中共第十次全国代表大会召開前的8月20日，中共中央政治局通过决议，永久开除林彪、叶群、黄永胜、吴法宪、李作鹏、邱会作等人的党籍。
1973年8月24日，中国共产党第十次全国代表大会召开，毛泽东主持大会，周恩来作政治报告；王洪文作关于修改党章的报告。
大会通过周恩来所作的政治报告、关于修改党章的报告和新的《中国共产党章程》。修改后的《中国共产党党章》保留中国共产党第九次全国代表大会通过的《中国共产党党章》中关于党的性质、指导思想、基本纲领、基本路线等内容，在结构上作出调整，条文部分改得不多。总纲中只取消了有关林彪的论述和林彪的论点。《中国共产党章程》在“左”倾错误方面的有了新发展，主要是充实所谓两条路线斗争经验的内容，把“批判修正主义列为加强党的思想建设的长期任务”，片面提出“反潮流”原则，要求党员要具有反潮流的精神等。 
大会选出了由195名委员和124名候补委员组成的中央委员会，“四人帮”及其追随者的骨干分子更多地进入新的中央委员会，同时一些在“文化大革命”中遭到打击，被排斥在第九届中央委员会之外的中共老干部，如邓小平、王稼祥、乌兰夫、李井泉、谭震林、廖承志等也被选为中央委员。

## 大会机构
中国共产党第十次全国代表大会主席团名单
（共148人）
主　席：毛泽东
副主席：周恩来　王洪文　康　生　叶剑英　李德生
秘书长：张春桥
（以下按姓氏笔划为序）
刘伯承　江　青（女）　朱　德　许世友　陈锡联　李先念　姚文元　董必武　纪登奎　汪东兴　华国锋　吴　德　丁　盛　马天水　马　宁　马金花（女）　于会泳　邓小平　邓颖超（女）　王　体　王　震　王六生　王必成　王永祯　王秀珍（女）　王淮湘　王德山　巴　桑（女）　尤太忠　毛远新　韦国清　韦彩猷　文香兰（女）　瓦力斯江·吐尔地　白如冰　皮定均　玄顺姬（女）　任　荣　刘子厚　刘兴元　刘庆棠　刘建勋　刘春樵　乌兰夫　孙玉国　江礼银　朱兴亚　朱克家　朱秀峰（女）　朱明仓　华林森　年继荣　邢燕子（女）　陈　云　陈永贵　陈先瑞　孜　牙　杜　平　杨　勇　杨得志　李大章　李志民　李秀兰（女）　李素文（女）　李瑞山　张凤英（女）　张平化　张世忠　张达志　张江霖　张延成　张秀芝（女）　张体学　张恒云　张宗逊　张洪池　吕玉兰（女）　吕存姐（女）　吴向必　吴桂贤（女）　时克启　宋佩璋　余秋里　佟纯良　汪家道　佘积德　苏振华　周　兴　周一良　周建人　周丽琴（女）　宝日勒岱（女）　冼恒汉　林丽韫（女）　金祖敏　赵紫阳　郝建秀（女）　浩　亮　耿　飚　徐向前　徐景贤　郭宏杰　郭沫若　倪志福　唐岐山　唐忠富　唐闻生（女）　海呷子　钱学森　聂荣臻　秦基伟　诸惠芬（女）　梅小丫（女）　尉凤英（女）　黄林英（女）　盘美英（女）　曹轶欧（女）　曹莲凤（女）　康健民　梁锦棠　姬鹏飞　彭　冲　韩　英　韩先楚　粟　裕　解学恭　曾绍山　曾思玉　谢振华　谢静宜（女）　董明会　雷桂梅（女）　谭启龙　赛福鼎　蔡　畅（女）　蔡协斌　蔡树梅（女）　潘世告　鲁瑞林　樊德玲　魏秉奎

## 评价
中共十大后来被1981年十一届六中全会通过的《关于建国以来党的若干历史问题的决议》定性为“继续了九大的左倾错误”。